# Шпала
Шпа́ли (від нім. Spale чи нід. spalk — «підпірка») — опора для рейок, які бувають дерев'яними, залізобетонними й металевими.

## Загальний опис

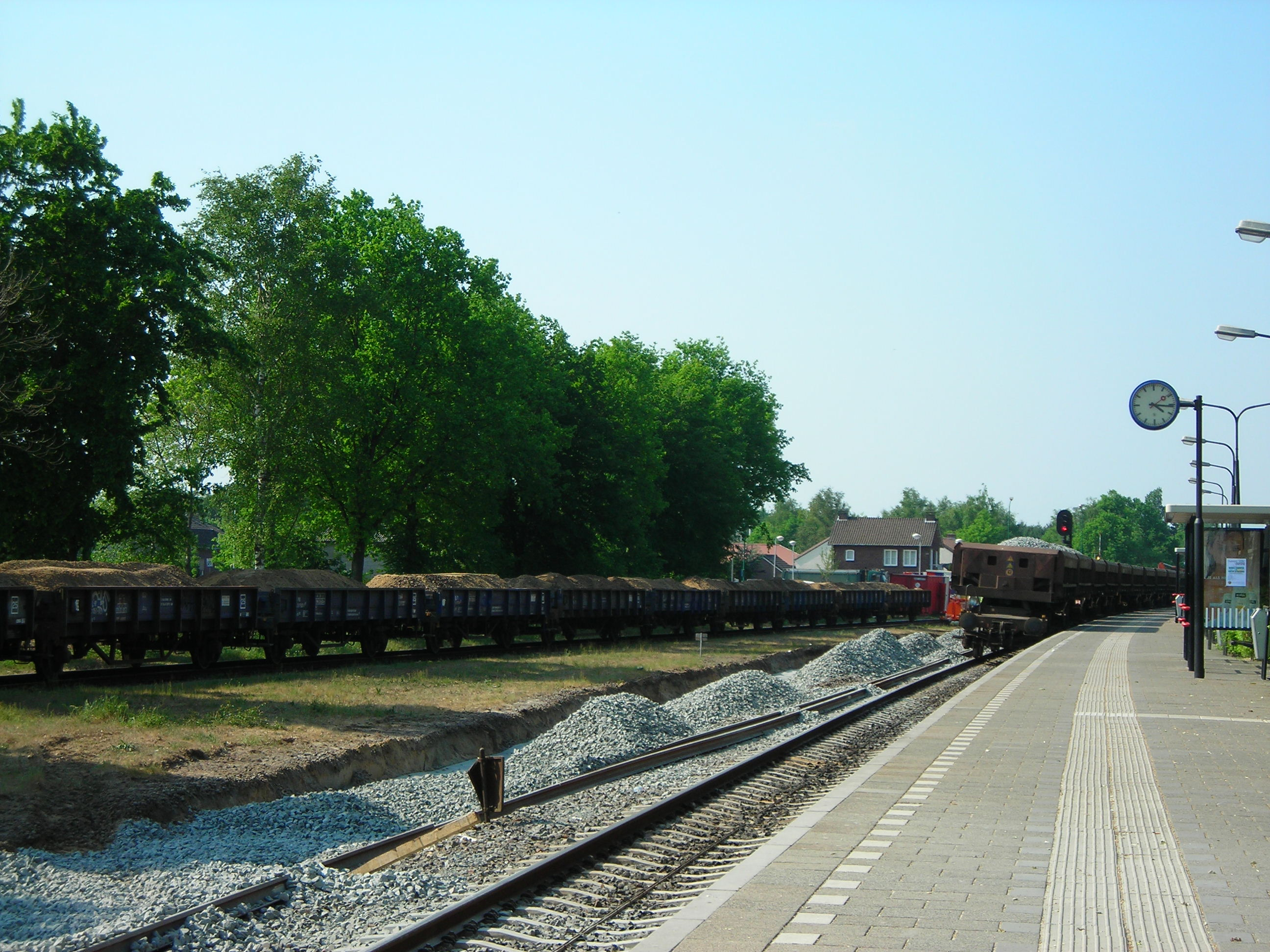
Відсипання нового баластного шару

Шпали передають тиск рейок на баластний шар, зв'язують обидві нитки колії і перешкоджають переміщенню ниток як в поздовжньому, так і в поперечному напрямках, тим самим забезпечуючи постійну ширину колії.
Дерев'яні шпали — виготовлені із ялини, сосни, кедра, смереки і модрини, міцні і пружні, не розколюються та мають надійний зв'язок з баластом. Щоб збільшити строк служби шпал приблизно у З … 4 рази їх просочують антисептиками (розчин фтористого натрію або хлористого цинку, креозотом).
Залізобетонні шпали — призначені для постійних колій, які служать довгий час. Вони забезпечують необхідну стійкість рейок при інтенсивному русі, але мають високу вартість і, також, значні жорсткість і крихкість, яка усувається, застосуванням попередньо напруженої арматури та пластичних підкладок. Бетон використовують марки міцності від В40 (М500 і вище, морозостійкості не менше F200.

Залізобетонні шпали
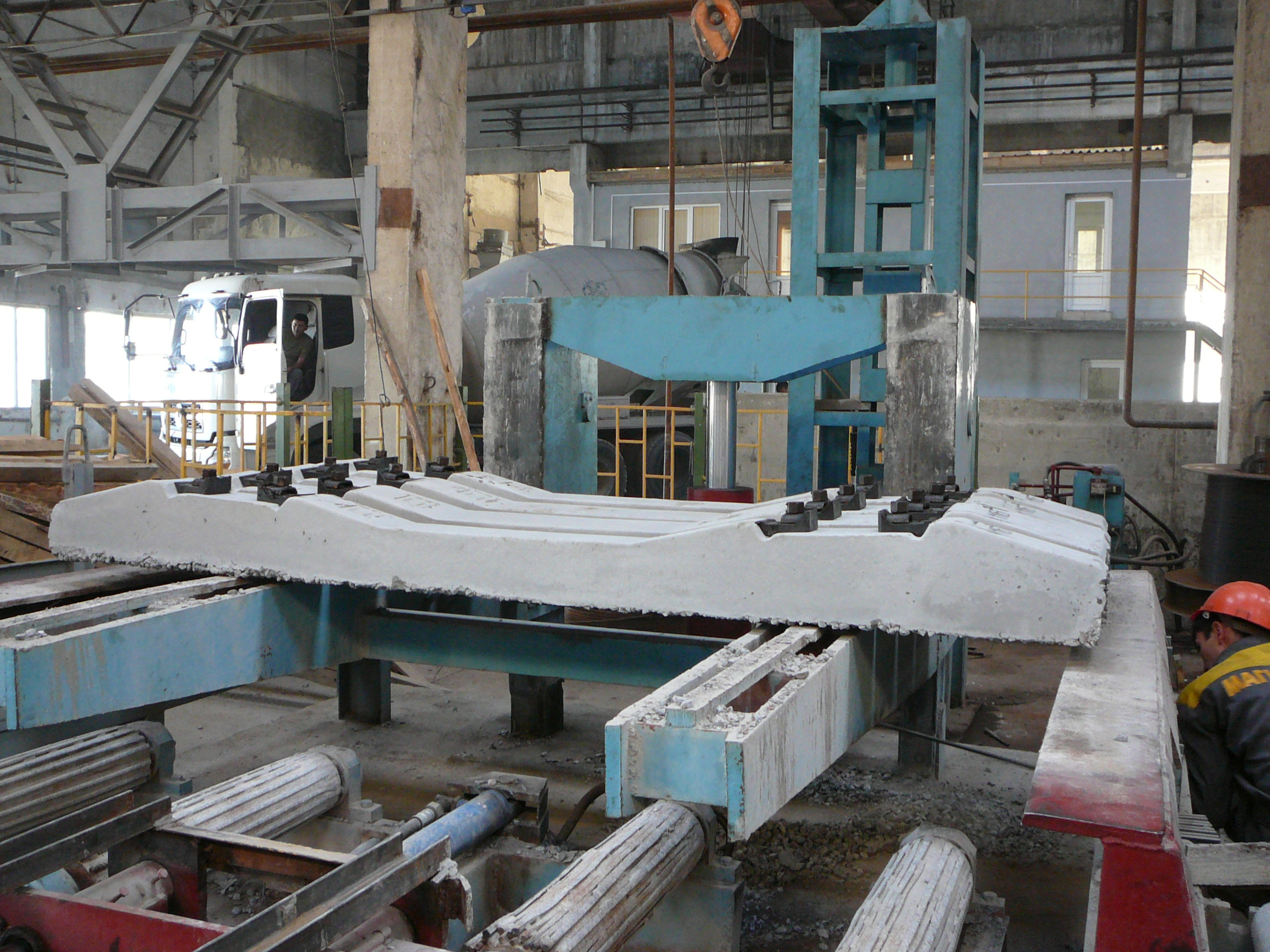
Шпали після виїмки з форми
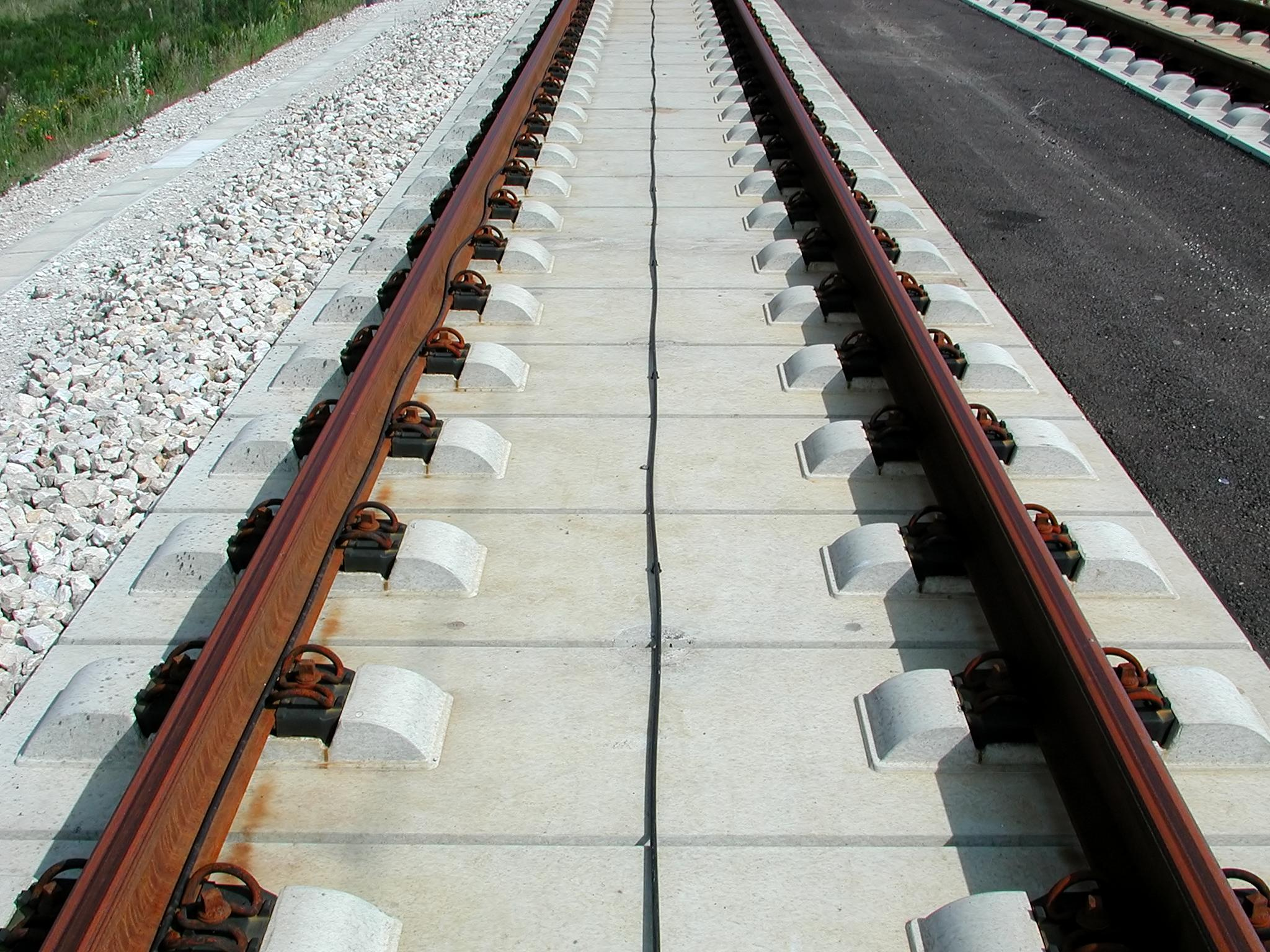
У деяких випадках замість шпал застосовуються суцільні блокові основи у вигляді плит або рам, які виконані із залізобетону чи металу

З 1970-х років набули поширеність шпали з напруженого залізобетону. Найбільше використовуються на безстиковій колії.
Металеві шпали (із сталі спеціального профілю) — використовують на тимчасових і переносних коліях, тому що вони підвищують жорсткість колії (це негативно відбивається на ходових частинах рухомого складу), легко піддаються корозії і при піддуванні ґрунту деформуються.
Пластикові шпали — на деяких швидкісних залізницях Японії з 1990-х років використовується технологія укладки пластикових шпал.

## Галерея

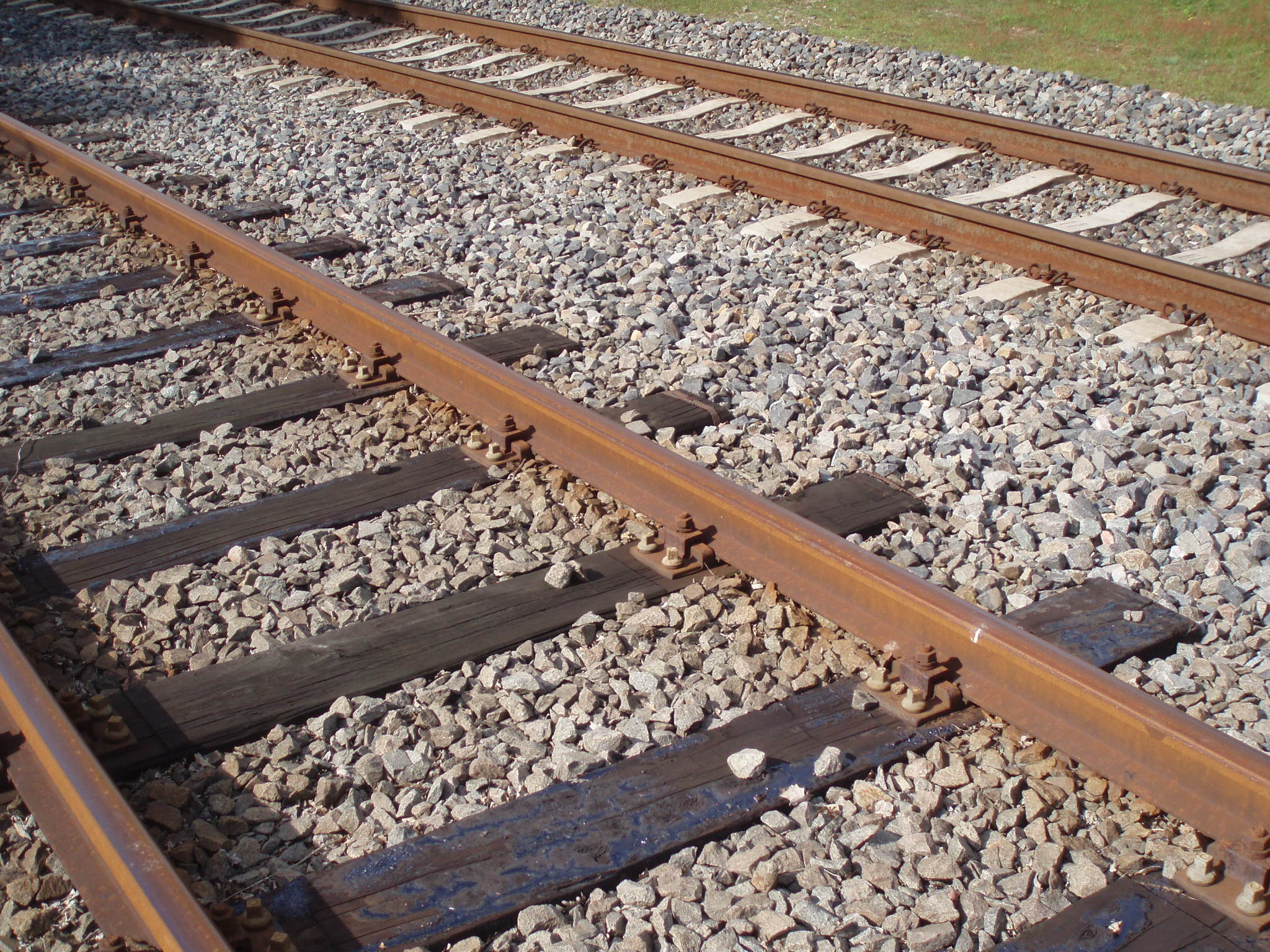
Дерев'яні шпали
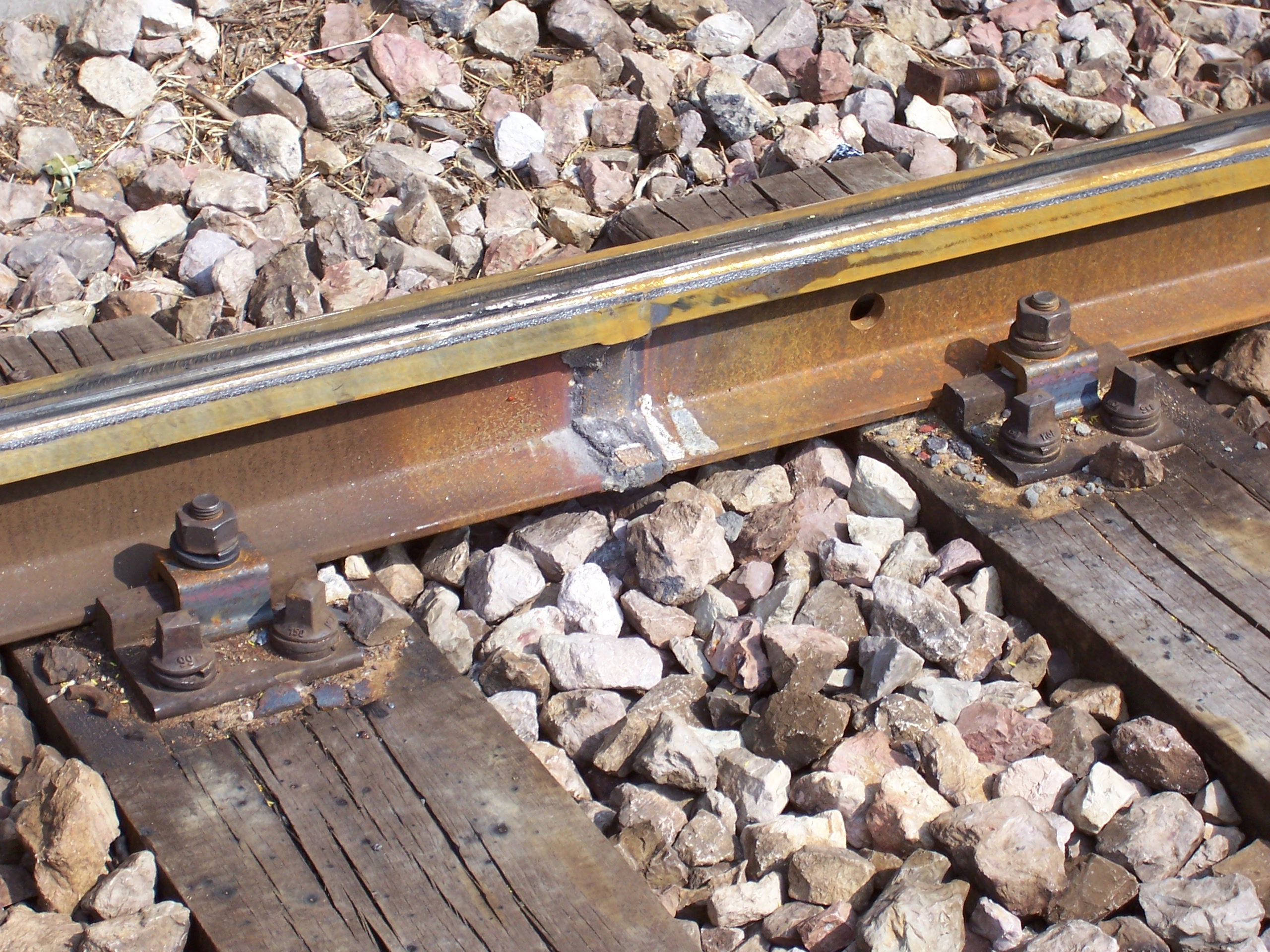
Кріплення рейок до шпал
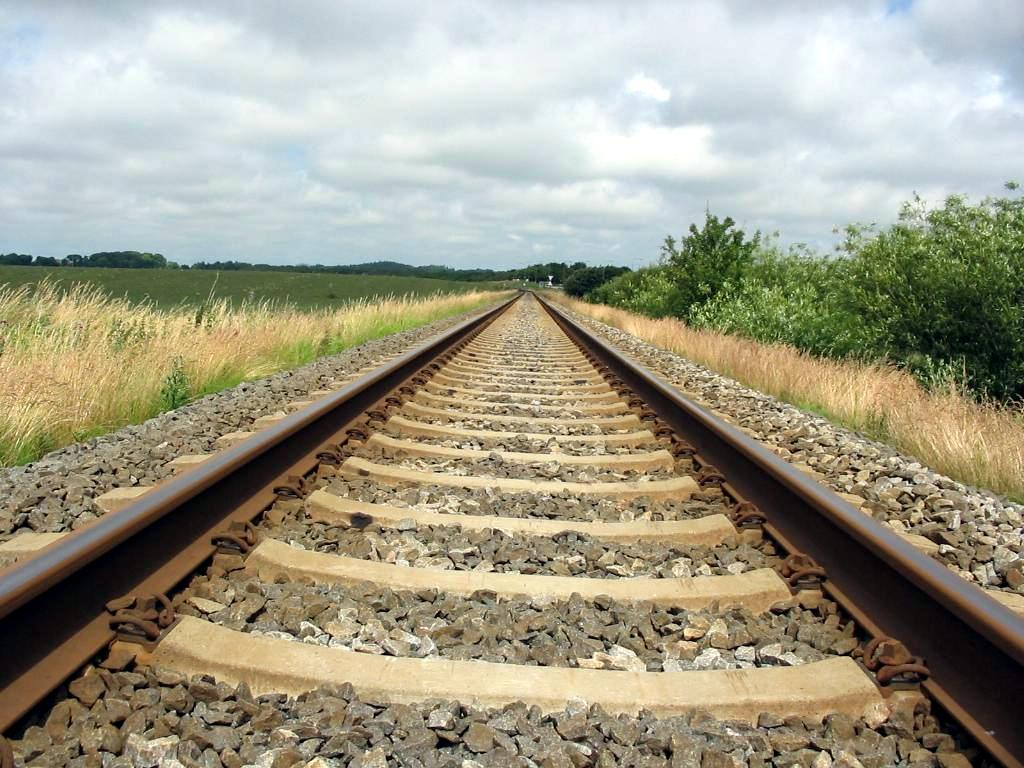
Залізобетонні шпали
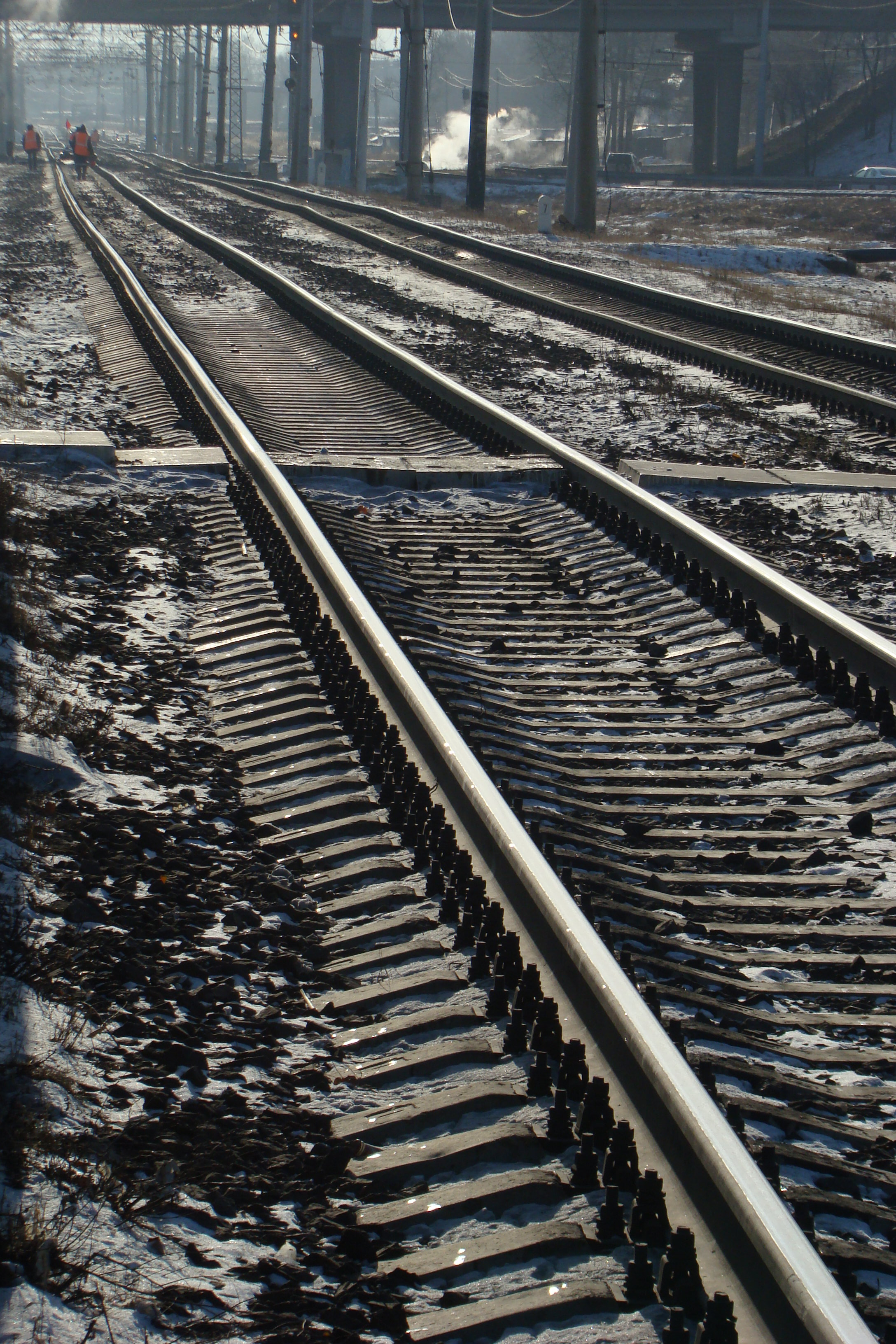
Залізнична колія без стиків («оксамитова колія»)
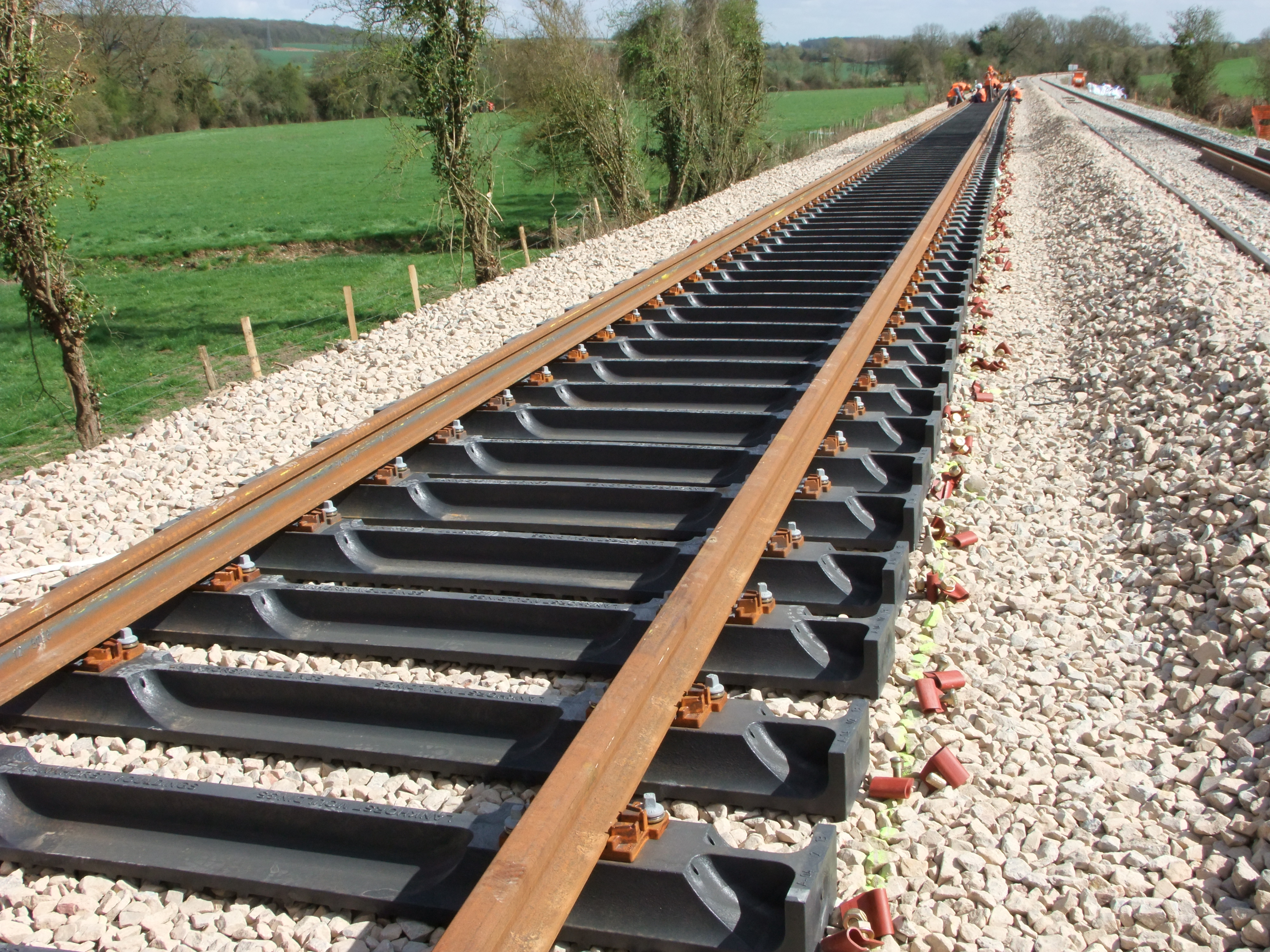
Пластикові гібридні шпали KLP в Японії